# Karl Alexander Müller
Pour les articles homonymes, voir Müller et Alex Müller.
Karl Alexander Müller, né le 20 avril 1927 à Bâle en Suisse et mort le 9 janvier 2023 à Zurich, est un physicien suisse. Il a partagé le prix Nobel de physique de 1987 pour ses travaux sur les supraconducteurs à haute température.

## Biographie
Karl Müller naît à Bâle en Suisse, le 20 avril 1927. La famille de Müller se déplace plusieurs fois pendant son enfance, d'abord à Salzbourg en Autriche où son père étudie la musique, puis en Suisse à Dornach et enfin à Lugano.
Il se marie durant le printemps 1956 avec Ingeborg Marie Louise Winkler et ont deux enfants, Eric et Silvia.

## Études et carrière
Après la mort de sa mère en 1938, Müller est envoyé à l'école à Schiers où il étudie jusqu'en 1945. Pendant la Seconde Guerre mondiale il participe à de nombreux des groupes de discussions sur la situation mondiale.
Müller commence ses études universitaires à l'École polytechnique fédérale de Zurich où il envisage une carrière dans l'ingénierie électrique. Il prend des cours donnés par Wolfgang Pauli. Après son diplôme il travaille un an avant de reprendre ses études, il soumet sa thèse de doctorat en 1957.
Müller rejoint le Battelle Memorial Institute à Genève, et prend rapidement la tête du groupe d'études de résonance magnétique nucléaire. En 1963 il accepte un poste dans le laboratoire de recherche zurichois d'IBM à Rüschlikon où il reste jusqu'à sa retraite.

## Recherches
À l'école polytechnique de Zurich, Müller travaille sur l'effet Hall dans l'étain. Entre son premier diplôme universitaire et sa thèse il travaille pendant un an sur l'Eidophor (en), un système de projecteur sur des écrans de grandes dimensions.
Ses recherches à IBM se concentrent pendant plus de 15 ans sur le SrTiO3 et les composés de pérovskite. Il étudie leurs propriétés physiques (par exemple, liaisons chimiques et transitions de phases) quand ils sont dopés avec des ions de métaux de transition.
Au début des années 1980, Müller commence à chercher des substances supraconductrices à haute température. La plus haute température connue est alors de 23 K. En 1983 il recrute Johannes Georg Bednorz pour l'aider à tester systématiquement des oxydes. En 1986, ils obtiennent la supraconductivité dans un oxyde de baryum-lanthane-cuivre à la température de 35 K. Dans les 75 années précédentes, la température critique minimale connue était passée de 11 K en 1911 à 23 K en 1973 pour ne plus être modifiée jusqu'à la percée de Müller et Bednorz. En moins d'un an, d'autres équipes, se basant sur les travaux de Müller, portent le record à 93 K. En 1987, Bednorz et Müller reçoivent le prix Nobel de physique « pour leur importante percée dans la découverte de la supraconduction dans les céramiques ». C'est le laps de temps le plus bref entre une découverte et sa récompense par un prix Nobel depuis sa création.

## Honneurs
Il a obtenu plusieurs Doctorats honoris causa :
- Université de Genève ( Suisse, 1987)
- Université de Pavie en Physique ( Italie, 1987)
- Université norvégienne de sciences et de technologie ( Norvège, 1992)
- Université technique de Munich ( Allemagne)
- Université de Leipzig ( Allemagne)
- Université de Salzbourg ( Autriche)
- Université de Ratisbonne ( Allemagne)
- Université de technologie de Darmstadt ( Allemagne)
- Université de la Ruhr à Bochum ( Allemagne)